# 玻璃

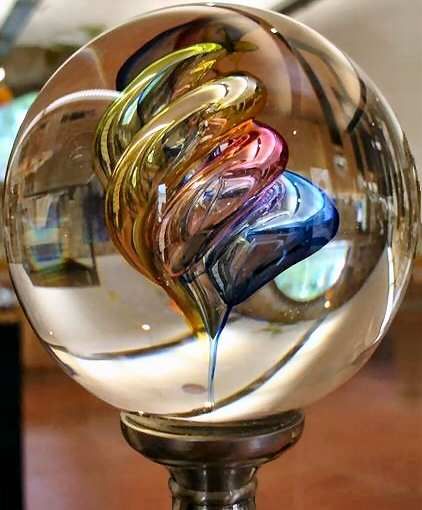
玻璃可以造成不同的形狀和顏色。這是以玻璃製成的藝術品。

玻璃和ITO玻璃的吸收光谱

玻璃是一種呈玻璃態的无定形体，熔解的玻璃經過迅速冷卻（過冷）而成形，雖為固態，但各分子因沒有足夠時間形成晶體，仍凍結在液態的分子排布狀態。
玻璃一般而言是透明、脆性、不透氣、並具一定硬度的物料。最常見的玻璃是鈉鈣玻璃，包括75%的二氧化硅（SiO2）、由碳酸鈉中製備的氧化鈉（Na2O）以及氧化鈣（CaO）及其他添加物。玻璃在日常环境中呈化学惰性，亦不會與生物起作用。玻璃一般不溶于酸（例外：氢氟酸与玻璃反应生成SiF4，从而导致玻璃的腐蚀）；但溶于强碱，例如氫氧化銫。
因為玻璃透明的特性，因此有許多不同的應用，其中一個主要應用是作建築中的透光材料，一般是在牆上窗戶的開口安裝小片的玻璃（玻璃窗），但二十世紀的許多大樓會用玻璃為其側面的包覆，即玻璃幕牆大樓，這種現代的玻璃已經具有防破裂的能力而被廣為應用，更新款的加入防鳥類撞擊的設計。玻璃可以反射及折射光線，而且藉由切割或是拋光，可以提昇其反射或折射的能力，因此可以作透鏡、三稜鏡、其至高速傳輸用的光纖。玻璃中若加入金屬鹽類，其顏色會改變，玻璃本身也可以上色，因此可以用玻璃製作藝術品，包括著名的花窗玻璃。
玻璃雖然容易脆斷，但非常的耐用，在早期的文化遺址中都發現許多玻璃的碎片。因為玻璃可以形成或模製成任何的形狀，而且本身是無菌的，因此常用來作為容器，包括碗盤、杯子、試管和花瓶，尤其成本低廉，適合大量生產。堅硬的玻璃也常作為紙鎮、彈珠等。若將玻璃嵌入有機塑料中，是複合玻璃纤维中的重要的加固材料。
在科學上，玻璃的定義較為廣泛，是指加熱到液態時會出現玻璃轉化的无定形固體。有許多材料都符合這類玻璃的條件，包括一些金屬合金、離子鹽類、水溶液及聚合物。在包括瓶子及眼鏡的許多應用中，聚合物玻璃（如壓克力、聚碳酸酯及PET）的重量較輕，可以取代傳統的矽玻璃。

## 成份
普通玻璃的成分主要是二氧化硅（SiO2，即石英，砂的主要成分）。而純硅土熔點為攝氏2000度，因此製造玻璃的時候一般會加入碳酸钠與碳酸鉀（Potash，K2CO3，钾碱），這樣硅土熔點將降至攝氏1000度左右。但是碳酸钠會使玻璃溶於水中，因此通常還要加入適量的氧化钙（CaO）使玻璃不溶於水。
對可見光透明是玻璃最大的特點，一般的玻璃因為製造時加進了碳酸钠，所以對波長短於400nm的紫外線並不透明。如果要讓紫外線穿透，玻璃必須以純正的二氧化硅製造，這種玻璃成本較高，一般被稱為石英玻璃。純玻璃對紅外線亦是透明的，可以造成數公里長，作通訊用途的玻璃纖維。
常見的玻璃通常亦會加入其他成份，例如看起來十分閃爍耀眼的水晶玻璃（鉛玻璃）是在玻璃內加入鉛，令玻璃的折射係數增加，產生更為眩目的折射。至於派熱克斯玻璃（Pyrex），則是加入了硼，以改變玻璃的熱及電性質。加入鋇亦可增加折射指數。
製造光學鏡頭的玻璃則是加入釷的氧化物來大幅增加折射指數。倘若要玻璃吸收紅外線則可以加入鐵，放映機內便有這種隔熱的玻璃。
玻璃加入鈰則會吸收紫外線。
在玻璃中加入各種金屬和金屬氧化物亦可以改變玻璃的顏色。例如，少量錳可以改變玻璃內因鐵造成的淡綠色，多一點錳則可以造成淡紫色的玻璃。硒亦有類似的效果。少量鈷可以造成藍色的玻璃。錫的氧化物及砷氧化物可造成不透明的白色玻璃，這種玻璃好像是白色的陶瓷。銅的氧化物會造成青綠色的玻璃。以金屬銅則會造成深紅色、不透明的玻璃，看起來好像是紅寶石。鎳可以造成藍色、深紫色、甚至是黑色的玻璃。鈦則可以造成棕黃色。微量的金（約0.001%）造成的玻璃是非常鮮明，像是紅寶石的顏色。鈾（0.1%至2%）造成的玻璃是螢火黃或綠色。銀化合物可以造成橙色至黃色的玻璃。改變玻璃的溫度亦會改變這些化合物造成的顏色，但當中的化學原理相當複雜，至今仍然未被完全明解。
有時在火山熔岩中會出現天然的玻璃，稱黑曜石或火山玻璃。黑曜石可以用來造成簡單的尖刀。

## 歷史
据信，人類自石器時代已使用天然的火山玻璃。公元前二千年左右，古埃及已有記載使用玻璃作器皿。西元前200年，巴比倫發明了玻璃吹管製玻璃的方法，接著這個方法傳入羅馬，歐洲在公元一世紀左右羅馬的波特蘭瓶即是玻璃浮雕作品。到了十一世紀，德國發明製造平面玻璃的技術。先把玻璃吹成球狀，然後造成圓筒型。在玻璃仍熱時切開，然後攤平。這種技術在十三世紀的威尼斯得到了進一步改良。十四世紀歐洲的玻璃製造中心是威尼斯，很多以玻璃造成的餐具、器皿等都是由威尼斯製作。日後歐洲很多玻璃工匠都是師承威尼斯。1827年發明的玻璃壓印機器，開展了大規模生產廉價玻璃器具的道路。
玻璃上有時會以酸或其他腐蝕物料刻上藝術圖案。傳統的造法是在吹或鑄玻璃的時候由工匠刻作。後來在1920年發明了可以在模具上加上雕刻的辦法，亦可以使用不同顏色的玻璃，於是在1930年以後，大量生產的廉價玻璃器具逐漸出現。
中國南梁韻書《玉篇》中寫做“玻瓈”。唐代李賀作詩《秦王飲酒》：「羲和敲日玻瓈聲，劫灰飛盡古今平。」
後來又有作品中寫成「玻璃」。宋代杨万里作詩《稚子弄冰》:“敲成玉磬穿林响，忽作玻璃碎地声。”
但這些玻璃似乎指似水晶被稱為水玉的礦石。
明朝吴承恩著《西遊記》中提及琉璃。第一百回（徑回東土　五聖成真）中寫道：“沙悟淨，汝本是捲簾大將。先因蟠桃會上打碎玻璃盏，貶汝下界，汝落於流沙河，傷生吃人造孽。”
但是沒有玻璃实物出土。建筑用玻璃直至清末开始。

## 結構
如同其他非晶形體一樣，玻璃的結構沒有任何大範圍的平移對稱性，不過因為化學鍵的特性，玻璃會有小範圍的有序性，局部的原子會形成多面體。 

二維空間中的玻璃二氧化矽的非晶形體結構，沒有大範圍的對稱性，但因為矽原子和氧原子有正四面體的結構，有區部的對稱性

### 由過冷液體變成玻璃
在物理學中，玻璃（或玻璃態固體）的標準定義是由快速熔淬形成的固體。不過玻璃一詞一般是指有玻璃轉化溫度Tg的無定形體。若冷卻速度比其結晶速度要快，原子不會形成結晶，過冷液體的不規則原子組態也就成為低於玻璃轉化溫度Tg後的原子組態。材料在淬火時變成玻璃態的傾向稱為玻璃形成能力（glass-forming ability），可以用剛度理論預測。一般而言，玻璃態結構相較於晶體結構，只是一個介穩狀態，雖然有些情形下（例如Atactic聚合物），不存在類似無定形體的晶體結構。
因為在液體變為玻璃態的過程中，沒有出現使體積、熵及焓等熱力學狀態不連續變化的一階相變，因此有些研究者認為玻璃可視為是一種液體，結晶學通稱為非晶質。不過玻璃轉化可以視為是二相相變，像熱膨脹係數及熱容量等內含熱力學變數出現不連續變化。此外，描述相變化的平衡理論在玻璃態無法完全適用，因此玻璃轉化無法歸類為傳統固體平衡相變中的任何一種。

## 成型方法（平板玻璃）

### 引上法平板玻璃
引上法也稱為弗克法，是在玻璃熔解後直接往上拉引，使玻璃在垂直方向冷卻凝固。

### 平拉法平板玻璃
平拉法也稱為科爾伯恩法（Colburn method），是在玻璃熔解後先往上拉引，再經過轉向輥使玻璃由垂直方向轉換為水平方向，使玻璃在水平方向冷卻凝固，其好處是可以穩定生產3mm以下的薄玻璃，例如顯示器玻璃等。

### 浮法玻璃
浮法玻璃也稱為退火玻璃，是將玻璃熔液倒進一缸高温融化的錫內，玻璃浮上錫面後自然形成兩邊平滑的表面，慢慢冷卻及成長帶狀後離開錫缸。
浮法玻璃厚度均匀、上下表面平整平行，同时具有劳动生产率高及利于管理等优势，因此成为玻璃制造方式的主流。不過其缺點是破裂時，會成為大塊鋒利的碎片，在窗戶上被禁止使用。

## 種類

### 強化玻璃
強化玻璃亦被稱為「鋼化玻璃」，是由浮法玻璃經過快速冷卻熱處理而製成，強度較浮法玻璃高4至6倍，且破裂時只會形成小的碎片，不會有大塊鋒利的碎片。但在強化後，強化玻璃上有任何損壞或裂痕，都會造成整片玻璃的碎裂。

### 夾層玻璃
夾層玻璃亦被稱為「安全玻璃」、「夹膠玻璃」或「膠合玻璃」，是在二片或多片浮法玻璃中，加入聚乙烯醇縮丁醛(Poly(vinyl butyral), PVB)或乙烯/醋酸乙烯酯共聚物(ethylene-vinyl acetate copolymer, EVA)等膠合材質。早期夾層玻璃亦有使用液體狀態的日光膠用作膠合材料；近年以來，美國杜邦公司推出的SGP (SentryGlas Plus Interlayer)材料在市場上逐漸嶄露頭角，具有比PVB更好的抗衝擊性能。
夾層玻璃廣泛應用於建築玻璃幕牆、玻璃隔斷、玻璃欄杆、汽車的擋風玻璃或防彈玻璃等場合。銀行櫃檯所使用的夾層玻璃，在浮法玻璃之間，還增加了有機玻璃，以增強抗暴性能。

### 调光玻璃

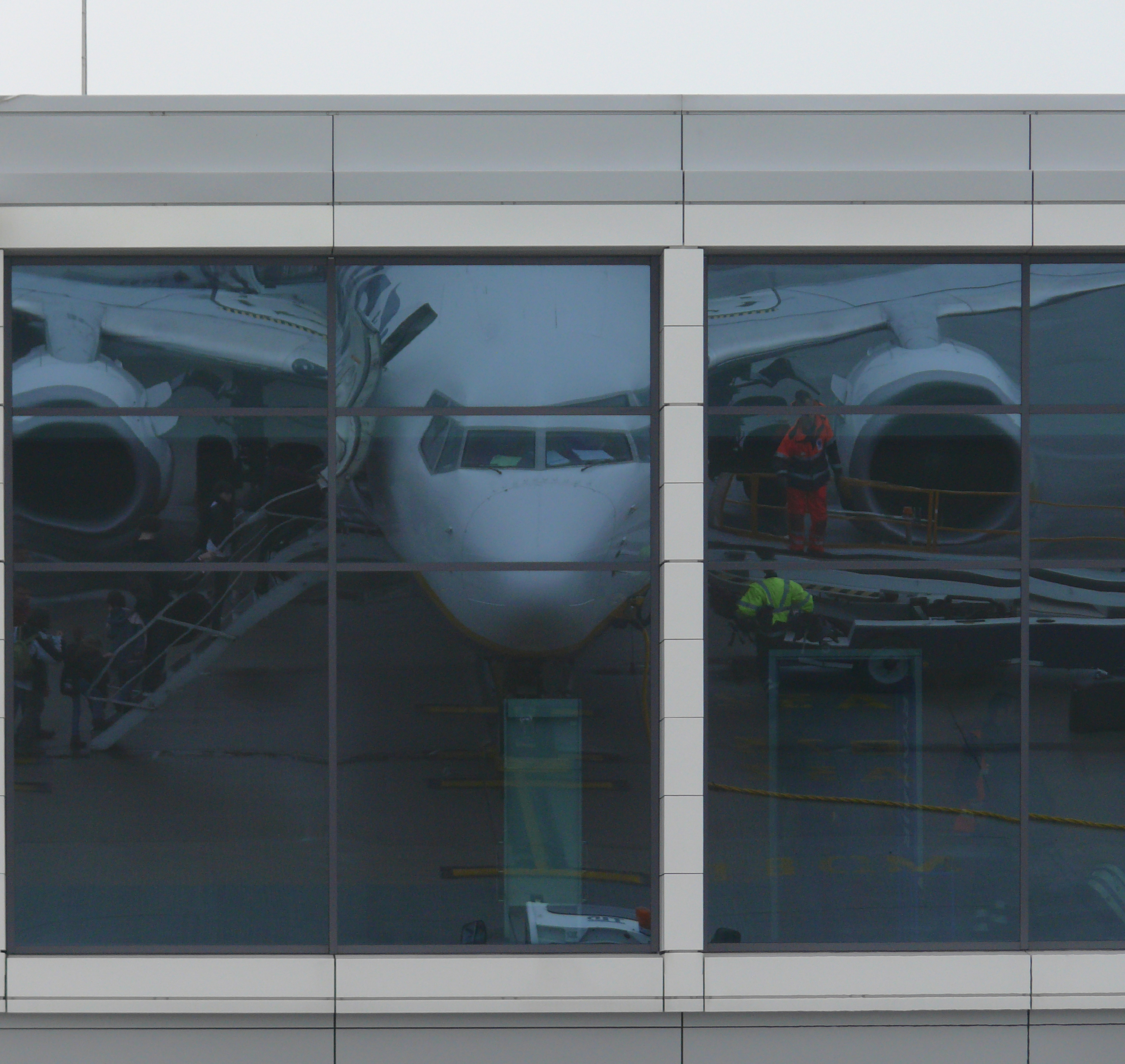
機場用的调光玻璃

调光玻璃在市場上也被稱為「智能玻璃」、「智慧玻璃」。根據起調光效果的功能材料分類，可分為聚合物分散液晶型（Polymer Dispersed Liquid Crystals, PDLC）、電致變色型（Electrochromic materials, EC）和分散粒子型（suspended particle device, SPD），其中聚合物分散液晶型調光玻璃是目前應用最多的一種調光玻璃，也常被稱為「電控液晶玻璃」。
聚合物分散液晶型調光玻璃中包含有一層10～20微米厚度的聚合物分散液晶材料層，並通過交流電對其驅動。当关闭电源时，分散在多孔聚合物中的液晶分子会呈现不规则散布状态，使射入的光线發生強烈的散射，此時調光玻璃呈現毛玻璃狀態，霧度（Haze）很高；通电后，液晶分子則呈现整齐排列，穿過其中的光线基本不發生散射，保持原有的傳播方向透過玻璃，此时調光玻璃呈现透明状态，透明度（clarity）很高。一般來說，兩種狀態之間的切換非常迅速，並且在額定工作電壓以內，玻璃的霧度/透明度可以通過改變電壓幅值進行調節。早年由于制造成本居高不下，導致聚合物分散液晶型調光玻璃大多僅能面向高端市場，用作隱私保護。如在高檔休閒及公務场所，用於隐私保护领域；部份嬰兒室或月子中心也使用調光玻璃，探嬰時將電源打開，玻璃即由乳白色霧化狀態轉變為透明狀態。近年來，由於中國大陸廠商的產業技術進步，聚合物分散液晶型調光玻璃的市場售價逐年下降，市場銷量得到快速增長，該型調光玻璃已開始逐漸向中端市場普及，應用方案也從單一的隱私保護，發展為隱私保護與畫面投影並舉。目前，其常見於賓館酒店的衛浴玻璃隔斷、辦公場所玻璃隔斷、玻璃幕牆商廣投影、汽車後擋風玻璃商廣投影等場合。由於其斷電時會阻隔視線，因此在大多數國家並不被允許用作汽車等交通工具的擋風玻璃，但可以用於房車、高鐵等車輛的非關鍵部位。中國大陸高鐵車輛中部分採用了該型調光玻璃，安裝在商務艙與駕駛室之間，以此為商務艙旅客提供更好的視野（但目前限於安保要求，這些玻璃在車輛行駛過程中並未被允許開啟至透明狀態）。
電致變色型調光玻璃中包含有一層電致變色材料。所使用的電致變色材料，多為基於氧化鎢的無機材料類型，目前亦有公司正在開發有機材料類型的電致變色材料。其變色原理，是通過輸入電流來改變材料中離子的價態或分子的氧化態，從而改變材料的顏色。因此該型玻璃使用直流電驅動，顏色變深或變淺，直流電流向相反。該型玻璃在顏色變化前後，透明狀態並不隨之改變，即使顏色非常深，玻璃仍然是透明的。另外，該型玻璃改變顏色需要持續通電幾秒至幾分鐘時間，但維持任何一個狀態，均不需要通電來維持，因此具有多穩態特性。SAGE公司 （页面存档备份，存于）最早將其商業化，並成功實施包括拉羅謝爾大學（l’Université de La Rochelle）圖書館頂棚、基梅爾表演藝術中心（Kimmel Center For The Performing Arts）頂棚及外立面等諸多成功案例 （页面存档备份，存于）。由於電致變色材料不能長時間接觸水汽和氧氣，因此該型玻璃必須在無水無氧條件下裁切並完成邊緣隔絕處理，因此目前電致變色型調光玻璃的市場售價仍然較高，市場推廣較慢。
分散粒子型調光玻璃中包含有一層分散粒子功能層。該層材料中，具有電荷極性的棒狀微粒懸浮分散在微膠囊內的液體材料中。未施加驅動電壓時，無規分散的棒狀粒子可充分吸收射入玻璃的可見光，因此玻璃呈深色；而當施加交流電壓時，微粒被取向至垂直於玻璃表面的方向，較少吸收透過光線，因此玻璃呈淺色至接近無色狀態。該型調光玻璃的核心技術最早由Research Frontiers Inc.開發並持有，該公司通過產品銷售許可證的方式，向包括日立化成、板硝子、皮爾金頓等公司提供經營授權。由於其對電壓的響應速度快、可變色、耐候性能較好、成本適中等特點，該型調光膜被汽車廠商應用於高端汽車的天窗，如邁巴赫、雷克薩斯、梅賽德斯-奔馳等品牌，使用該型調光玻璃做為天窗。由於技術專利高度集中於一家公司，而且技術開發難度較高，因此該型調光玻璃目前的價格仍然較高。

### 自洁玻璃
自洁玻璃主要應用在建築物和汽車上。玻璃外層會塗上約50納米厚的鈦氧化物，在紫外光下會催化玻璃上的有機物分解。這可以把分解的有機物沖走且不留水跡，達到自潔效果。

### 镭射玻璃
也称「全息玻璃」或「激光玻璃」，這種玻璃是把激光全息图样与玻璃相结合。這是应用于家居设计。

### 壓花玻璃
一面平滑，一面用機械壓鑄的花型玻璃，常用在室內設計的造型玻璃牆或隔屏造型。

### 鉛玻璃
鉛玻璃，用於防止X光室或其他處理、儲存放射性物質場所之放射線外洩，而採用的特殊玻璃。

### 夜光玻璃
夜光玻璃可在夜里產生独特的荧光效果。在夜晚可起到指引方向或充当光源的作用。這用于室内设计。

### 鐵絲網玻璃
分成壓花或磨平鐵絲網玻璃兩種，鐵絲網多用直徑0.4mm以上的龜甲形狀或方格、斜方格形狀，一般可用於防火門窗，因為在玻璃中嵌入鐵絲網，遇上火災時雖然玻璃破裂，但鐵絲網仍可留在原來位置，保護建築物內部不受火災侵害。

### 玻璃磚glass Brick

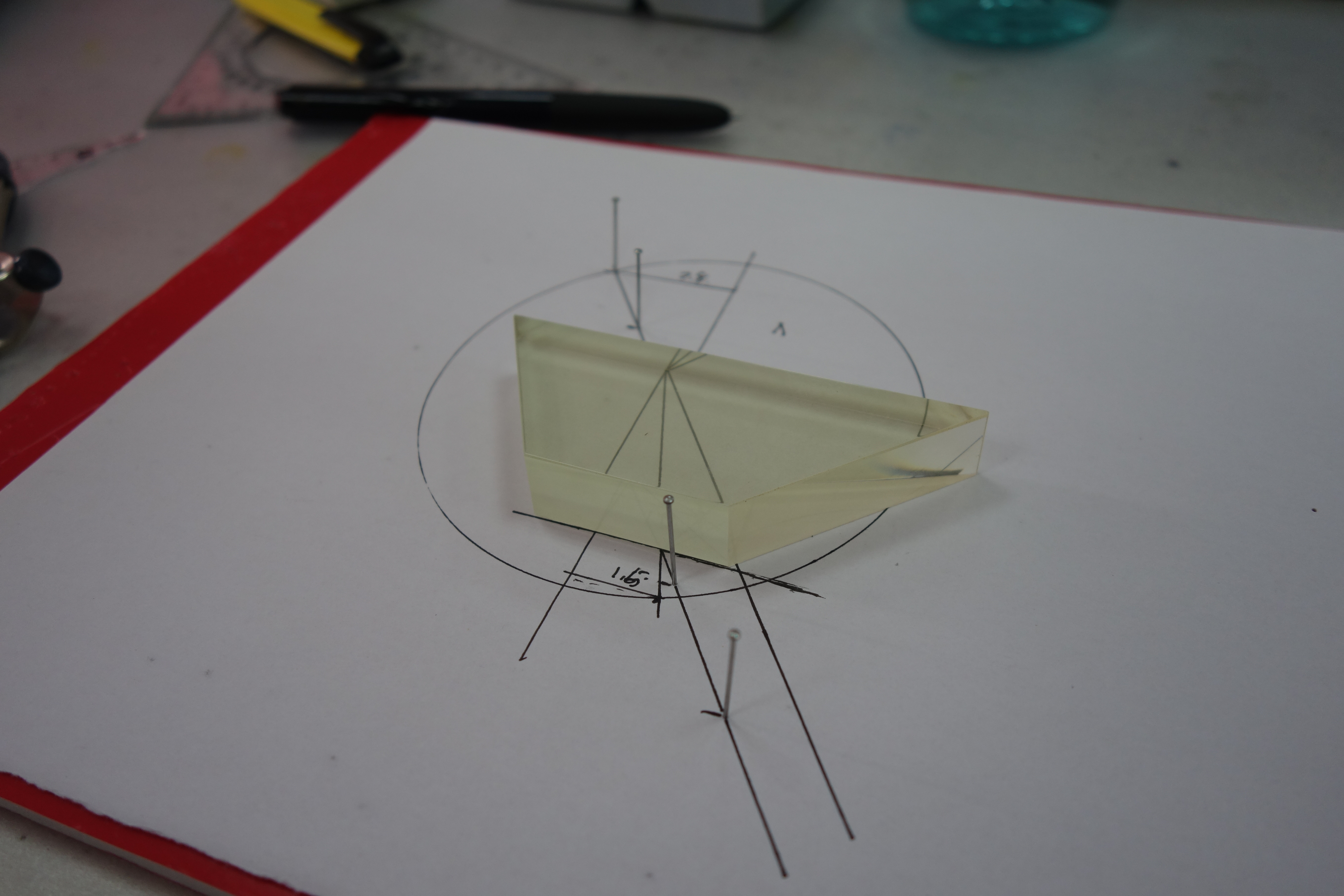
一块梯形玻璃砖

製造過程跟雙層玻璃相似，以兩片厚約5mm-6mm的平板壓花玻璃組合成中空的玻璃磚，特性與雙層玻璃相似，也可當成砌疊的材料，一般應用在建築物的牆壁採光、隔屏或隔間牆。分成普通玻璃磚跟稜鏡玻璃磚兩種。普通玻璃磚多用於牆壁開口處的砌疊，有防熱隔音的效果，但不能承擔載重。而稜鏡玻璃磚常安裝於地板作為下層樓採光的天井之用，常見的形狀有圓形跟方形兩種，光線的分佈有擴散型跟分光型兩種。
玻璃磚的施工方式分成乾式跟溼式兩種，乾式施工法是由木工先將木作邊框建起，將玻璃磚依序疊砌，並於上下週邊空隙塞入夾板來固定玻璃磚，待調整好平整度後將上下左右的邊縫填入矽利康並修飾平順。而溼式施工法則是水泥、砂跟石灰加入防水劑攪拌，用類似空心磚的疊砌方式，再以白水泥砂漿做勾縫整修，中間部份較強。

## 膠帶與玻璃流言
在部分颶風地區的居民有一種防範颱風的習慣，也就是在玻璃上貼米字型膠帶以防止風壓將玻璃吹破，然而事實上是一種迷思流言，貼了膠帶的玻璃抗風壓能力反而從5400pa下降到4200pa左右，這是因為膠帶造成了應力分布不均勻反而集中在某處更容易擊碎玻璃，因此貼膠帶抗颱風的行為是反效果的迷思，要增強玻璃的抗壓力只有換成強化玻璃是唯一方法。

## 延伸阅读
[在维基数据编辑]
 《欽定古今圖書集成·經濟彙編·食貨典·玻璃部》，出自陈梦雷《古今圖書集成》